# Jirōemon Kimura
Pour les articles homonymes, voir Kimura.
Jirōemon Kimura (en japonais : 木村 次郎右衛門, Kimura Jirōemon, de son vrai nom Kinjirō Miyake), né le 19 avril 1897 et mort le 12 juin 2013, est un supercentenaire japonais, qui fut le doyen de l'humanité à compter du 17 décembre 2012, date de la mort de Dina Manfredini.
Selon le neveu de Jiroemon Kimura, Tamotsu Miyake, Kimura est né le 19 mars 1897, mais en 1955 son anniversaire a été enregistré par erreur comme étant le 19 avril 1897, lorsque des documents des villes voisines ont été regroupés et refaits.

## Biographie
Jirōemon Kimura est né Kinjiro Miyake (三 宅 金治郎 Miyake Kinjiro?) le 19 avril 1897 à Kamiukawa, un petit village de pêcheurs et d'agriculteurs qui fait maintenant partie de la ville de Kyōtango, dans la Préfecture de Kyoto. Il était le troisième des six enfants de Morizo Miyake (21 mai 1858-27 février 1935) et de sa mère Fusa Miyake (7 juillet 1867-26 août 1931), tous deux agriculteurs. 
Le 1er avril 1903, Jirōemon Kimura a commencé ses études primaires. Élève intelligent, il a obtenu l'équivalent d'une éducation de huitième année dans l'ancien système éducatif impérial le 31 mars 1911, après avoir suivi deux années de scolarité supplémentaires au-delà de ce qui était alors obligatoire. 
Le 10 avril 1911, Kimura a commencé à travailler au bureau de poste de Nakahama en tant que garçon de télégraphe tout en travaillant également dans la ferme de sa famille. Il quitte le bureau de poste de Nakahama le 2 février 1913. 
Après avoir terminé l'école à l'âge de 14 ans, il a trouvé un emploi au bureau de poste local et y est resté pendant 45 ans jusqu'à sa retraite en 1962, à l'âge de 65 ans. Pendant la Première Guerre mondiale, du 4 décembre 1914 au 1er avril 1918, Jirōemon Kimura a été enrôlé dans l'armée impériale japonaise et a été affecté à Nakano (Tokyo) où il a servi avec une unité de communication. Pendant une courte période, en 1920, il a également travaillé dans un bureau du gouvernement en Corée, qui était alors sous la domination japonaise.
Le 27 décembre 1920, Kimura (alors encore Kinjiro Miyake) a épousé sa voisine Yae Kimura (19 janvier 1904-30 mai 1979), la fille adoptive de Jiroemon Kimura VIII (mort le 4 avril 1927) et de son épouse K. Kimura (8 juillet 1870-9 mars 1939). Le mariage a été officiellement enregistré deux jours plus tard. Comme la famille de sa femme n'avait pas d'héritier mâle, il a changé son nom en Jiroemon Kimura, devenant le neuvième membre de la famille à porter ce nom après la mort de son père adoptif en 1927. Kimura et sa femme, qui ont été mariés pendant près de 59 ans, ont eu huit enfants (six fils et deux filles) dont tous, sauf leur deuxième fils, ont survécu jusqu'à l'âge adulte, et dont cinq lui ont survécu. Après la retraite et la mort de sa femme, à l'âge de 75 ans, il se consacre à l'agriculture afin d'aider son fils dans sa création d'entreprise à 90 ans. Quatre des cinq frères Kimura ont vécu pendant plus de 90 ans, et son jeune frère, Tetsuo, est mort centenaire.
Il a passé toute sa vie à Kyōtango. Pendant ses dernières années il a habité avec la veuve de son fils aîné, Eiko Kimura, et la veuve d'un de ses neveux qui l'ont été jusqu'à sa mort. Il n'a pas eu de maladie grave, mais il passait la majeure partie de son temps au lit. Il a toujours été une personne sobre et disciplinée, active et très soucieuse de sa santé. Il avait l'habitude de se réveiller tôt le matin et de lire les journaux à l'aide d'une loupe. Il aimait parler avec des invités, suivre en direct les débats parlementaires à la télévision. Selon lui, le secret d'une vie longue et saine est de consommer peu de nourriture et en petites quantités.
Dans un communiqué publié à son 114e anniversaire en 2011, Kimura a dit avoir survécu au tremblement de terre de magnitude 7,6 qui en 1927 avait frappé Kyoto, tuant plus de 3000 personnes. Aussi bien pour son 115e anniversaire, le 19 avril 2012, que pour Keiro pas Salut, les « anciens » du parti ont célébré le 17 septembre 2012. Ils ont distribué aux médias de courtes vidéos qui témoignaient que Kimura, bien que se déplaçant dans un fauteuil roulant, était encore en bonne santé, tant physiquement que mentalement, avec une grande lucidité et de la bonne humeur. Il n'hésite pas à remercier les visiteurs en utilisant la langue anglaise.
En octobre 2012, Kimura a reçu un certificat de la part de Craig Glenday, rédacteur en chef de Guinness World Records après l'inscription comme supercentenaire de l'édition 2013 du livre des records, deuxième année consécutive où Kimura fut reconnu comme l'homme le plus âgé du monde. En Décembre 2012, il a été hospitalisé en raison d'une maladie, mais son état semblait toujours bon et ne suscitait pas de graves préoccupations.
Le 17 décembre 2012, après la mort de Dina Manfredini, Kimura a hérité du titre de doyen de l'humanité, c'est-à-dire de personne la plus âgée dans le monde, et le 28 décembre 2012, dépassant l'âge de Christian Mortensen, il est devenu, avec ses 115 ans et 253 jours, l'homme à la plus longue longévité dans l'histoire dont les sources soient documentées (et dont le dossier encore tenu après sa mort).
Kimura appréciait l'estime et l'affection de sa ville natale, Kyotango, et le maire Yasushi Nakayama l'avait félicité sur la page Facebook de la ville avec ces mots: « M. Kimura est la grande fierté de notre ville et il a tout notre respect. Il est un exemple pour tous les citoyens et une incitation à faire de Kyotango un lieu de longévité et de bonne santé ». Lors de l'étape historique de son 116e anniversaire, Kimura a reçu de vœux nombreux, y compris un message vidéo officiel de Shinzō Abe, Premier ministre du Japon.
D'après les photos publiées dans la presse, son état est apparu très détérioré à partir de décembre 2012 et, bien que gardant sa lucidité, il accusait un déclin physique assez important. Hospitalisé dans sa ville natale à cause d'une pneumonie, il est décédé le 12 juin 2013 à l'âge de 116 ans et 54 jours, de cause naturelle. 
Au cours de sa longue existence, Kimura a connu quatre empereurs, de Meiji à Akihito, et 61 premiers ministres, de Matsukata Masayoshi à Shinzō Abe, et 96 gouvernements.
Il est, de son vivant :
- le doyen masculin du Japon, à partir du 19 juin 2009, date de la mort de Tomoji Tanabe[3] ;
- le doyen masculin de l'humanité, à partir du 14 avril 2011, date de la mort de Walter Breuning ;
- le doyen du Japon, à partir du 2 décembre 2011, date de la mort de Chiyono Hasegawa ;
- le doyen de l'humanité, à partir du 17 décembre 2012, date de la mort de Dina Manfredini ;
- le dernier homme vivant connu à être né avant 1901 ;
- le plus vieil homme qui ait jamais vécu, depuis le 28 décembre 2012, où il bat le précédent record détenu par le Danois Christian Mortensen ;
- le premier homme connu à avoir officiellement fêté son 116e anniversaire.

Jirōemon Kimura a eu 7 enfants et, de son vivant, 15 petits-enfants, 25 arrière-petits-enfants, et 13 arrière-arrière-petits-enfants. Il surveillait sa santé et sut rester actif. Il se réveillait tôt le matin et lisait les journaux avec une loupe. De plus, il aimait parler à ses visiteurs et suivait en direct les débats parlementaires, à la télévision. Selon lui, manger peu était le secret d'une vie longue et saine. Kimura habitait à Kyoto.

## Ligne de vie
| Âge                          | Date               | Événement |
| 0 an, 2 mois et 3 jours      | 22 juin 1897       | Jubilé de diamant de la reine Victoria. |
| 1 ans, 7 mois et 7 jours     | 26 décembre 1898   | Pierre et Marie Curie découvrent le radium. |
| 2 ans et 10 jours            | 29 avril 1899      | L'ingénieur et pilote automobile belge Camille Jenatzy franchit pour la première fois les 100 kilomètres à l'heure à bord de sa voiture électrique "La Jamais contente". |
| 3 ans, 7 mois et 11 jours    | 30 novembre 1900   | Mort d'Oscar Wilde. |
| 3 ans, 8 mois et 12 jours    | 1er janvier 1901   | Jiroemon Kimura entre dans le XXe siècle. |
| 6 ans, 7 mois et 28 jours    | 17 décembre 1903   | Le premier vol d’un avion motorisé des frères Wright, avec le Flyer. |
| 14 ans, 11 mois et 25 jours  | 14 avril 1912      | Naufrage du Titanic. |
| 15 ans, 3 mois et 11 jours   | 30 juillet 1912    | Taishō Tennō, 123e Empereur du Japon. |
| 17 ans, 3 mois et 9 jours    | 28 juillet 1914    | Début de la Première Guerre mondiale. |
| 29 ans, 8 mois et 6 jours    | 25 décembre 1926   | Hirohito, 124e Empereur du Japon. |
| 32 ans, 6 mois et 10 jours   | 29 octobre 1929    | Mardi noir du Krach de 1929. |
| 35 ans, 9 mois et 11 jours   | 30 janvier 1933    | Adolf Hitler devient Chancelier. |
| 42 ans, 4 mois et 12 jours   | 1er septembre 1939 | Début de la Deuxième Guerre mondiale. |
| 48 ans, 4 mois et 13 jours   | 2 septembre 1945   | Capitulation du Japon. |
| 54 ans, 9 mois et 17 jours   | 6 février 1952     | Élisabeth II accède au trône du royaume du Commonwealth. |
| 57 ans, 11 mois et 29 jours  | 18 avril 1955      | Mort d'Albert Einstein. |
| 66 ans, 7 mois et 3 jours    | 22 novembre 1963   | Assassinat de John F. Kennedy. |
| 70 ans, 11 mois et 15 jours  | 4 avril 1968       | Assassinat de Martin Luther King. |
| 72 ans, 3 mois et 1 jour     | 20 juillet 1969    | Premiers pas de l'homme sur la Lune. |
| 89 ans et 7 jours            | 26 avril 1986      | Catastrophe nucléaire de Tchernobyl. |
| 91 ans, 9 mois et 1 jours    | 20 janvier 1989    | Akihito devient le 125e Empereur du Japon. |
| 92 ans, 6 mois et 20 jours   | 9 novembre 1989    | Chute du mur de Berlin. |
| 93 ans, 3 mois et 13 jours   | 2 août 1990        | Début de la guerre du Golfe. |
| 96 ans, 11 mois et 17 jours  | 6 avril 1994       | Début du génocide au Rwanda. |
| 100 ans, 3 mois et 15 jours  | 4 août 1997        | Décès de Jeanne Calment, doyenne de l'humanité. |
| 103 ans, 8 mois et 12 jours  | 1er janvier 2001   | Jiroemon Kimura entre dans le XXIe siècle. |
| 104 ans, 4 mois et 22 jours  | 11 septembre 2001  | Attentats du World Trade Center, à New York. |
| 104 ans, 5 mois et 18 jours  | 7 octobre 2001     | Début de la guerre d'Afghanistan. |
| 105 ans et 11 mois           | 19 mars 2003       | Début de la guerre d'Irak. |
| 111 ans, 4 mois et 26 jours  | 15 septembre 2008  | Faillite de Lehman Brothers, précipitant la crise économique mondiale de 2008.                                                                                           |
| 113 ans, 7 mois et 28 jours  | 17 décembre 2010   | Début du Printemps arabe. |
| 115 ans, 1 mois et 13 jours  | 2 juin 2012        | Jubilé de diamant d'Élisabeth II. |
| 115 ans, 4 mois et 6 jours   | 25 août 2012       | Décès de Neil Armstrong, premier homme à avoir marché sur la Lune. |
| 115 ans, 7 mois et 28 jours  | 17 décembre 2012   | Jiroemon Kimura devient le Doyen de l'humanité après le décès de Dina Manfredini.                                                                                        |
| 115 ans, 8 mois et 9 jours   | 28 décembre 2012   | Jiroemon Kimura devient l'homme le plus âgé de toute l'Histoire de l'humanité, dépassant Christian Mortensen.                                                            |
| 115 ans, 10 mois et 16 jours | 5 mars 2013        | Jiroemon Kimura a surpassé la supercentenaire américaine Maggie Barnes, il devient la 9e personne la plus âgée de l'histoire.                                            |
| 116 ans, 0 mois et 0 jours   | 19 avril 2013      | Jiroemon Kimura devient le premier Homme de l'Histoire a atteindre les 116 ans.                                                                                          |
| 116 ans, 1 mois et 4 jours   | 23 mai 2013        | Jiroemon Kimura est le dernier homme né au XIXe siècle, après le décès de James Sisnett.                                                                                 |
| 116 ans, 1 mois et 17 jours  | 6 juin 2013        | Révélations d'Edward Snowden sur les activités de la NSA, publiées dans The Guardian.                                                                                    |
| 116 ans, 1 mois et 23 jours  | 12 juin 2013       | Mort de Jiroemon Kimura. Au 25 juillet 2025, il est la 28e personne connue ayant vécu le plus longtemps au monde, et la 8e ayant vécu au Japon.                          |